# Wildstorm

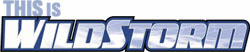
Logo

WildStorm Productions, oder kurz WildStorm (häufig Wildstorm geschrieben), war ein US-amerikanischer Comicverlag.

## Geschichte

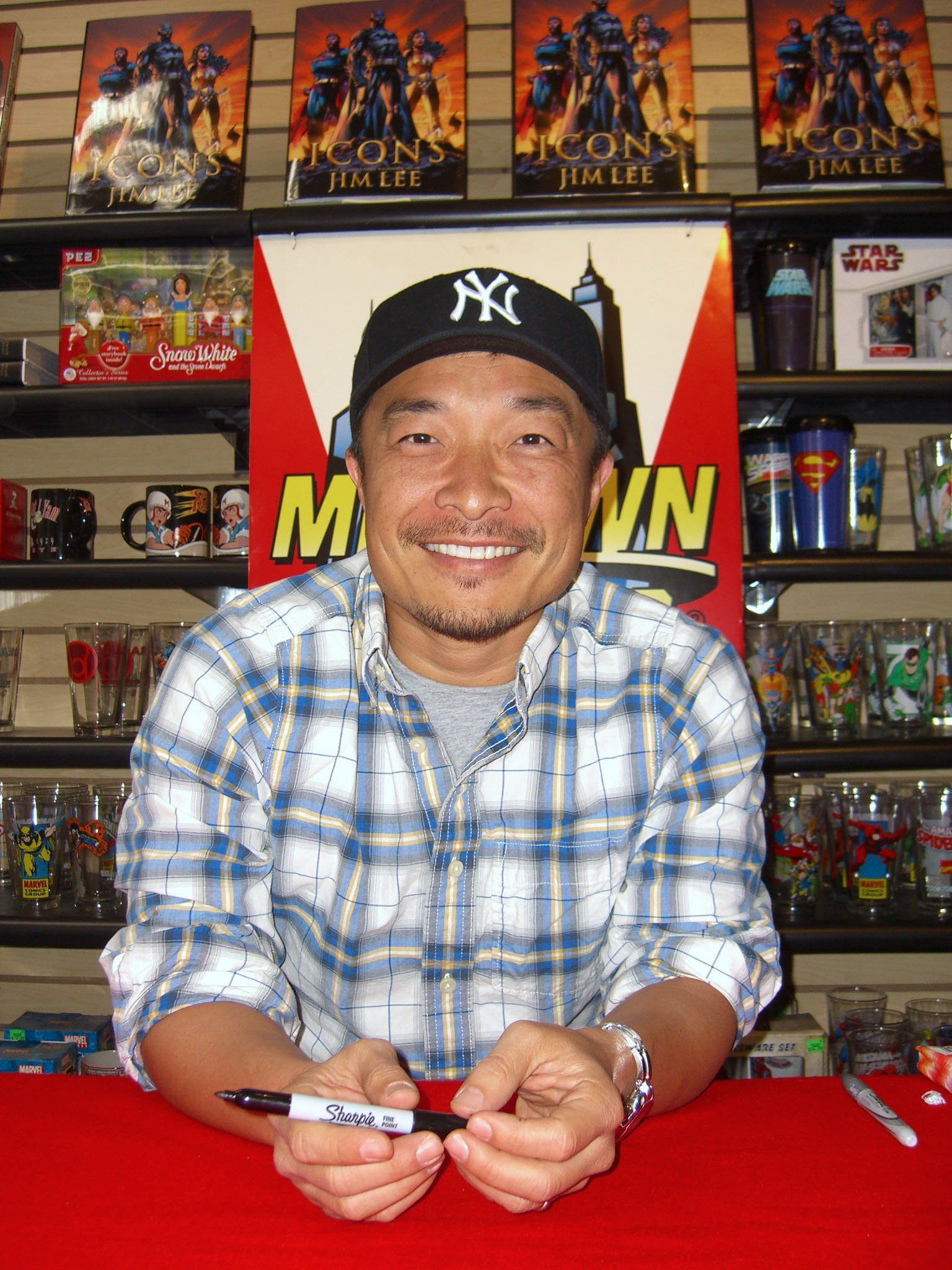
Der WildStorm-Gründer Jim Lee (2010)

WildStorm war bei seiner Gründung 1992 ein Studio bei Image Comics, gehörte aber seit 1999 zu DC Comics. Der Verlag wurde von Jim Lee gegründet, der den Namen von seinen Comicserien WildC.A.T.s und Stormwatch ableitete. DC beabsichtigte bald, die WildStorm-Charaktere in sein Universum einzugliedern, was im Zuge der Infinite Crisis (2005/2006) durchgeführt wurde. Die WildStorm-Geschichten spielten im Folgenden im DC-Multiversum auf Erde-50. Im Dezember 2010 wurde WildStorm als Imprint von DC Comics aufgelöst. Im Zuge des Neustarts des DC-Universums im Jahr 2011 (The New 52) erfolgte die Zusammenführung auf eine Erde mit den bekannten DC-Helden (z. B. Batman und Superman).

## Titel
WildStorm veröffentlichte gewöhnliche amerikanische Comics, besaß aber auch die Lizenz für Titel zu Filmen und v. a. Computerspielen, sodass ein breites Spektrum abgedeckt wurde. Das fiktive Hauptuniversum (WildStorm-Universum) beherbergte typische Superhelden mit unterschiedlichsten Geschichten. Häufig erschienen Serien über Superheldengruppierungen (z. B. WildC.A.T.s), seltener über Einzelcharaktere (z. B. Midnighter). Im Folgenden sind einige der im deutschen Sprachraum bekannteren Serien und deren Labelzugehörigkeit nach Jahren innerhalb von WildStorm aufgeführt.
WildStorm-Universum:
- Gen¹³
- Midnighter
- Planetary
- Sleeper
- Stormwatch
- The Authority
- WildC.A.T.s

Andere Serien:
- Astro City (1995–2004 Homage Comics, 2004–2010 WildStorm Signature Series)
- Battle Chasers (1998–2001 Cliffhanger)
- Crimson (1998–2001 Cliffhanger)
- Danger Girl (1998–2004 Cliffhanger, 2004–2010 WildStorm Signature Series)
- Die Liga der außergewöhnlichen Gentlemen (1999–2007 America’s Best Comics; Verfilmung als Die Liga der außergewöhnlichen Gentlemen 2003)
- Ex Machina (2004–2010 WildStorm Signature Series)
- Heroes (2007–2008 Lizenztitel; Fernsehserie Heroes 2006–2010)
- RED (2003–2004 Homage Comics; Verfilmung als R.E.D. – Älter, Härter, Besser 2010 und R.E.D. 2 2013)
- Star Trek (1999–2002 Lizenztitel; Fernsehserie Star Trek seit 1966)
- Strangers in Paradise (1996–1997 Homage Comics)
- The Boys (2006–2007; Fernsehserie The Boys seit 2019)
- The Lost Boys (2008; Filmreihe Lost Boys 1987–2010)
- Tom Strong (1999–2006 America’s Best Comics)
- World of Warcraft (2008–2010 Lizenztitel; Computerspielreihe Warcraft seit 1994)